# جيم غافين
جيم غافين (بالإنجليزية: Jim Gavin)‏ هو لاعب كرة القدم الغالية أيرلندي، ولد في 22 فبراير 1971 في دبلن في جمهورية أيرلندا.